# Mój przyjaciel smok (film 1995)
Mój przyjaciel smok (ang. The Tale of Tillie’s Dragon) – amerykański średniometrażowy animowany film familijny fantasy z 1995 roku w reżyserii Mike’a Striblinga. 
W Polsce film został wydany na VHS i DVD z angielskim dubbingiem i polskim lektorem. Film z polskim dubbingiem po raz pierwszy wyemitowano na antenie TVP2 1 maja 2001 roku. 

## Obsada głosowa
- Kath Soucie – Tillie
- John Kassir – Herman Smoczyński
- Wayne Powers – wujek Jerzy
- Frank Welker –
  - burmistrz Simmons,
  - narrator
- Randy Rudy – asystent burmistrza Wilner
- Russi Taylor – kobieta sprzedająca ciasta

### Wersja polska
- Magdalena Krylik-Gruziel – Tillie
- Jarosław Boberek – Herman Smoczyński
- Włodzimierz Bednarski – wujek Jerzy
- Zbigniew Konopka – burmistrz Simmons
- Jacek Jarosz – asystent burmistrza Wilner
- Adam Biedrzycki – narrator

Źródło: